# Ponyboy
"Ponyboy" é uma canção da artista e produtora musical escocesa Sophie. Foi lançada em 7 de dezembro de 2017 como o segundo single de seu álbum de estúdio de estreia, Oil of Every Pearl's Un-Insides (2018).

## Antecedentes e lançamento
Antes de seu lançamento, "Ponyboy" ja havia sido tocada várias vezes por Sophie. A canção estreou em 6 de dezembro de 2017 na estação de rádio australiana Triple J e foi lançada oficialmente junto com um videoclipe no dia seguinte.

## Música
Em uma entrevista para a V Magazine, Sophie falou sobre a origem do título da música: "Bem, foi uma série de coisas, na verdade. Eu ouvi de um amigo meu que me contou sobre um grupo de pessoas de onde ele cresceu em Detroit que se chamavam Pony Boys que turbinavam o Nitro dos carros. Esses são particularmente um papel em algumas dinâmicas de desvio sexual também. Eu estava interessada neles porque era um tipo de narrativa curta e também os sons que eu estava tentando fazer parecer. Um pônei mecânico está entre um animal e um carro, e é como tentação corporal, coisas assim. Em algum lugar nesse mundo, o que é realmente uma das coisas centrais para o que o álbum parece ser." Sophie também falou sobre a música: "É uma música divertida, mas é um pouco pesada. É corporal e sexual. Também brinca um pouco com os personagens da mesma forma que você pode fazer em certas dinâmicas sexuais. Eu queria dar esse sentimento às pessoas."

## Recepção crítica
Lauren O'Neill, da Vice, observou a presença de samples dos anos 90 na música, pontilhados sobre a batida martelada tão aleatoriamente quanto uma pintura de Jackson Pollock. James Rettig, da Stereogum, chamou o single de "banger metálico" e seu videoclipe de "impressionante" e observou que a faixa tem uma "camada penetrante", mas que ela está em grande parte alinhada com as batidas abrasivas que estavam presentes em Product." Ben Kay, da Consequence of Sound, disse que com o single, Sophie mostra um lado bem diferente de si mesma—o lado ousado, sexualmente acordado e sem remorso. Robin Murray, da Clash, escreveu que "Ponyboy" apresenta uma composição que é "selvagem, indomável e continuamente em guerra consigo mesma".

## Vídeo musical
O vídeo musical de "Ponyboy" foi lançado em 7 de dezembro de 2017 no canal oficial de Sophie no YouTube, no mesmo dia em que o single. O vídeo apresenta Sophie dançando com a dupla performática FlucT, na frente de uma tela piscante exibindo a letra da música. De acordo com um comunicado a imprensa, os movimentos são "um ménage à trois dramatizado, uma dinâmica de poder mutante expressa através da dança". O vídeo foi co-dirigido por Sophie e Nicholas Harwood e coreografado pela dupla FlucT.

## Faixas e formatos
Download digital e streaming
1. "Ponyboy" – 3:14

## Créditos e pessoal
- Sophie – produção, composição
- Cecile Believe – vocais, composição

## Histórico de lançamento
| Região | Data                  | Formato(s)                 | Gravadora                            | Ref.   |
| ------ | --------------------- | -------------------------- | ------------------------------------ | ------ |
| Várias | 7 de dezembro de 2017 | Download digital streaming | MSMSMSM Future Classic Transgressive | [ 10 ] |

## Uso na mídia
- A canção foi usada no primeiro episódio da segunda temporada da série da Netflix, The OA.
- A canção foi usada na campanha de fevereiro de 2020 da Calvin Klein.[11]